# Anne-Birgitte Fonsmark
Anne-Birgitte Fonsmark (n. 1950) es una historiadora del arte, curadora y gestora pública danesa.

## Biografía
Anne-Birgitte Fonsmark es historiadora del arte por la Universidad de Copenhague y trabajó como educadora y curadora en la Gliptoteca Ny Carlsberg de Copenhague (1981-1988 y 1992-1995). Desde 1995 es directora  del museo Ordrupgaard, situado en Dyrehaven, al norte Copenhague, y especializado en pintura danesa del siglo XIX y del impresionismo francés. Fonsmark se ha centrado particularmente en el Gauguin impresionista y fue, junto a Richard R. Bretel, comisaria de la exposición Gauguin and the Impressionists que recorrió Europa y Estados Unidos y autora del libro sobre Gauguin publicado por la Universidad de Yale con motivo de la exhibición en Estados Unidos en 2007. Anne-Birgitte Fonsmark también ha comisariado otras exposiciones, dedicadas sobre todo al arte francés decimonónico, y es también especialista en el pintor danés Vilhelm Hammershøi, del que ha organizado exposiciones en el Ordrupgaard, Museo de Orsay de París y Museo Guggenheim de Nueva York en 1997 y 1998.